# こちら凡人組
『こちら凡人組』（こちらぼんじんぐみ）は、新田たつおによる日本の漫画。

## 概要
『平凡パンチ』（マガジンハウス）にて連載された。設定を変更した続編として『となりの凡人組』（となりのぼんじんぐみ）、『それからの凡人組』（それからのぼんじんぐみ）がある。本項ではそれぞれを続編についても解説する。
新宿の小さな暴力団・凡人組々長、主人公凡野平太郎を中心に新宿の極道や全国の大物ヤクザ、裏社会に関わる人々の触れ合いを描いた内容になっており、新田たつお作品に見られるギャグやアクション要素も含まれている。『静かなるドン』の主人公・近藤静也や同作品の敵対組織である鬼州組なども登場している。ただし設定が少々違うのでパラレルワールドの世界観になっている。
また『となりの凡人組』、その続編の『それからの凡人組』も、『こちら凡人組』と片梨の所属団体や凡野の過去を新宿の面々が知らないなどの設定や環境が違っており、こちらもパラレルワールドと言える。

## ストーリー

### こちら凡人組
新宿の小さな暴力団・凡人組々長、主人公凡野平太郎は勢力が小さくても新宿の顔役の一人だった。凡野は、見た目はいかにも中年サラリーマン風の風貌だが、実はとてつもない戦闘能力を持っている。
そんな中日本最大勢力鬼州組二代目・鬼神龍造が死去し、凡野は大阪へ出向く。他の幹部がいる中で二代目の遺言により凡野は三代目に指名される。凡野は鬼州組若頭にまでなった人物であった。しかし水戸の大親分が凡野を辞退させる。その後鬼州組№２の芥川が三代目になろうとするが急死してしまう。それがきっかけで均衡が崩れたように幹部達が内部抗争を始める。
その事態に二代目姐が再び凡野を三代目に指名し、凡野は襲名を受け入れる。鬼州組SSや片梨、二代目姐派の幹部を味方につけて内部抗争を終結させる。片梨に坂本にそっくりな近藤という男を紹介されるが、坂本は凡野の兄貴分で鬼州組の功労者であり、日本一の剣士であったが、抗争で死亡したと思われていた。三代目を継いだ凡野に政治家の玉山秀光が接近し、関東進出を求められる。関東には鉄騎連合という巨大組織があった。玉山はライバルの政治家で関東鉄騎連合のバックについている徳川玄平の暗殺に白煙会のスモーク辰を使う。スモーク辰は関東鉄騎連合にシマを奪われて、代理戦争にもってこいの人材であった。
スモーク辰は徳川の暗殺に成功する。関東鉄騎連合の女総長レオナルド花子は報復に白煙会を壊滅させる。そのついでに近藤を人質に取られ、凡野は花子の弟を誘拐し人質交換をする。そして西と東の大戦争が火蓋を切る。
近藤も関東鉄騎連合に襲われて、ベビーシッターをしていた赤子が殺される。復讐のために関東鉄騎連合の組に殴り込みに行く近藤は記憶を取り戻し、坂本健であることをあらわにする。
玉山の政治力と鬼州組の反撃により徐々に追い詰められる関東鉄騎連合。坂本を巻き込み西と東の前面戦争へと突入する。追い詰められた花子は仁子と妙を人質しようと凡野家に突入するが、坂本に阻止される。その時坂本がペニスを披露し、花子を惚れさせた。
一方で関東鉄騎連合の武闘派芹沢は最後の意地とばかりに凡野に奇襲をかけるが、花子が盾となり戦意を喪失し、自首した。これを機に関東鉄騎連合系の組織やその他の組織も鬼州組傘下に入る。凡野は全国制覇を成し遂げる。しかし凡野は組長を辞退して跡目を坂本に譲り、新宿の凡人組に戻り、再び新宿と家族を守るようになる。

### となりの凡人組
次女義子の喘息のため郊外に引っ越した凡野。引越し先でも近所のトラブルを次々と解決していく。大阪の鬼神組の面堂組長が若頭の加藤に殺され、さらにその後獣竜会の片梨と抗争を始めて勢力を伸ばし始める。そんな中シルクハットの親分荒貝組の親分の一人息子強史と長女仁子が接近し、二人は交際を始める。鬼神組の加藤は上京して新宿を制圧しようとする。次々と新宿の組が傘下になる。凡野は加藤が買収したイトメ開発に連れ去られるが、強史に助けられる。
強史は荒貝組二代目を継ぎ、仁子にプロポーズする。仁子もその気で、結婚式の準備をし始める。また強史は組を拡大するために次々と他の組を制圧するがその怒りを買い結婚式当日に下っ端から報復の銃弾を受ける。なんとか強史は結婚式場に辿りつくもの、息絶える。

### それからの凡人組
仁子がいなくなり、凡野は組を去るが再び新宿に戻る。その時に関東蝮組の古手川牛吉を預かることになる。凡野はチャイニーズ・マフィアとの抗争で銃弾を受けるが、その一報を聞いた仁子が帰ってくる。
凡野は仁子の事を思い、極道を辞めて警備会社を開く。古手川と仁子の仲を疑った凡野は奥山由香利を紹介する。だが由香利は関東の覇王会若頭の首梨に狙われていた。由香利は古手川を利用して夫を殺した復讐をしようとしていた。しかし古手川は失敗し逆に由香利の息子の達也が捕まる。由香利は身代わりになるが、首梨に由香利に惚れてなく、若い時の自分を振った復讐するためだった。そんなピンチに古手川が由香利を助けて、達也を含めて逃亡生活をする。
凡野は首梨を止めるため覇王会の宮沢会長に会いに行き首梨を止めるが、会長が病気になり再び首梨が動き、古手川が捕まる。再び古手川を救う為に凡野は極道に戻る決意をする。

## 登場人物

### 凡野家
凡野平太郎
本作の主人公。小柄でちょび髭の、いつも笑顔が特徴の中年男。しかしその正体は新宿の凡人組の大親分である。背中に黄金の唐獅子の隠し彫りをしており黄金の唐獅子はどのシリーズでも伝説とされている。関西に居た頃は武闘派ヤクザで喧嘩や剣術にも長けている。
シリーズごとに過去の設定が違っており。『こちら凡人組』では鬼州組若頭。『となりの凡人組』では全国制覇を遂げた親分、『それからの凡人組』では全国を席巻した親分と設定が多少違っている。
性格は義理人情や正義感に厚く恩人や家族などを見捨てないが、悪人に対しては容赦なく、殺害も辞さない。大物ヤクザとも知り合いが多く、結婚式や就任式なども重要な席を任せられる。
凡野冴子
お好み焼き屋の看板娘で、凡野が関西の幹部だった時に駆け落ちした。普段は凡野と同じ恵比寿顔だが、いざ啖呵を切ると極道の妻らしい振る舞いもできる
凡野仁子
凡野家の長女。ヤクザの組長の娘である為学校や世間体を悩むようになり、留学やアメリカンスクールなどに通うようになる。荒貝強史とは最初は険悪だったが徐々に惹かれて行き結婚式を挙げるが、強史が殺害されて以来ヤクザを毛嫌いするようになり大阪の親戚のところに身を寄せる。だが凡野が撃たれたことで凡野の元に帰り警備会社の社長秘書になる。ヤクザは嫌いだが父の事は敬愛している
美女であり、何度も誘拐されそうになる。性格は凡野譲りで正義感が熱く学校の不正を凶弾する。
凡野義子
凡野家の次女で、仁子にそっくり。おさげの髪型をしている。父を敬愛している。

### 極道関係

#### 鬼州組
鬼神龍造
鬼州組二代目。凡野や坂本の親分で全国制覇を夢に見ていた。
坂本健
鬼州組四代目。抗争の際に記憶を失い、近藤と名乗りベビーシッターをしていた。だが子守をしていた赤子が関東鉄騎連合に殺されて、復讐の為にカチコミし、その最中に記憶を取り戻す。剣術の腕は凡野をも上回り、日本一の剣士であった。抗争が終結した後に鬼州組四代目を継ぐ。
静かなるドンにも出演するがこちらの坂本と白藤龍馬関連の設定が異なる。
片梨久雄
『こちら凡人組』では鬼州組の№7で極門会々長、『となりの凡人組』では神戸の獣竜会若頭、『それからの凡人組』では覇王会幹部とそれぞれ設定が異なる。
凡野とは関西時代に同じ組で凡野の戦闘能力の高さを恐れている。本性は非常に臆病で打算的である。
永倉
鬼州組幹部。凡野や坂本を知っており二代目姐に面倒を見てもらった恩があるため凡野の三代目就任を歓迎した。
静かなるドンの鬼州組五代目の沢木と風体が似ているが別人である。

#### 敵対組織
レオナルド花子
東の雄であり鬼州組最大のライバルであった関東鉄騎連合二代目。画家を志していたが、女でありながら父親の遺言で跡目を継ぐ。
男性のペニスに執着を見せ、彼女の描く絵も男根が多い。
鬼州組の戦いで坂本に惚れ関東鉄騎連合を譲り渡す。
加藤鉄次
『となりの凡人組』に登場する。鬼神組の面堂組長を殺して、組を乗っ取ったしたたかな人物。
東京に進出し、企業舎弟を使い武器に運び屋をさせて抗争を有利に進めていた。強史と凡野に警察に売られることになる。
首梨芳一
『それからの凡人組』に登場する。 巨大な顔している覇王会若頭。昔自分を振った由香利を恨んでおり、奴隷にしようとした。古手牛にそれを阻止され、今度は古手牛を恨み、古手牛を捕まえゴリラにレイプさせる。しかしその後凡野にカチコミに逢い、地下に落ちて死亡する。

#### 新宿の極道
亀森ガメ子
亀森組の女組長で金融業をしていて、金には五月蝿い。醜女であり、脇毛も剃らない。凡野に惚れており、常にアピールしている。ホストなどで男を買っており、色情家である。昔ヤクザに騙されて売春をしていたがその時に凡野に助けられている。
荒貝組長
通称シルクハットの親分。新宿では大親分だが何度も関西の侵攻を受けている。
荒貝強史
荒貝組長の一人息子。女嫌いであり、未だ童貞。その原因は子供の頃ガメ子に股間を顔に押し付けられたからである。度胸は十分で鬼神組の加藤をモデルガンで脅すことをして見せた。仁子に惚れており、結婚に漕ぎ着けるが式場に行く際に撃たれて死亡する。
古手川牛吉
『それからの凡人組』に登場する。凡人組に預けられたヤクザ。喧嘩は強いが腕が短く、腹巻きに挟んだ拳銃が抜けない。動物を操ることができ、兎や亀を味方つけた。耳年増で妄想をよくする。
近藤静也
静かなるドンの主人公。仁子と強史の結婚式に駆けつけた。

### 警察
成田毒郎
新宿署刑事。凡野とは中学校以来の旧知の仲で、凡野を嫌っている。学生時代は不良で、凡野は優等生であり、現在と立場が逆転している。

## 書誌情報
- 新田たつお 『こちら凡人組』マンサンコミックス 全8巻。

1. こちら凡人組 1（1987/5/1）ISBN 978-4408160399
2. こちら凡人組 2
3. こちら凡人組 3
4. こちら凡人組 4
5. こちら凡人組 5
6. こちら凡人組 6
7. こちら凡人組 7
8. こちら凡人組 8

- 新田たつお 『となりの凡人組』マンサンコミックス 全3巻。

1. となりの凡人組 1（1990/8/1）ISBN 978-4408161242
2. となりの凡人組 2
3. となりの凡人組 3

- 新田たつお 『それからの凡人組』マンサンコミックス 全3巻。

1. それからの凡人組 1（1995/12/1）ISBN 978-4408163321
2. それからの凡人組 2
3. それからの凡人組 3

## オリジナルビデオ

### こちら凡人組
泉谷しげる主演でオリジナルビデオ『こちら凡人組』（1992年2月25日発売）と『続・こちら凡人組』（1992年9月25日発売）の2作が発売されている。

#### キャスト
- 凡人組々長 凡野平太郎：泉谷しげる
- 凡野冴子：七瀬なつみ
- 相沢なほこ
- 凡人組若頭補佐 土方道彦：安岡力也
- 凡人組若頭 高杉剛史：大杉漣
- 祐藤組々長 藤川祐三：キラーカーン
- 鬼州組片梨組々長 片梨五郎：下元史朗

#### スタッフ
- 監督：鈴木敬晴
- 製作：市村将之
- プロデューサー：保田憲男、高橋伴明
- 原作：新田たつお（実業之日本社）
- 脚本：真壁俊幸、鈴木敬晴（族）
- 撮影：三浦忠
- 照明：黒田紀彦
- 録音：瀬谷満
- 美術：杉川廣明
- 編集：酒井正次
- 音楽：杉征夫 フライングスカイ
- 助監督：永田智春
- 製作担当：植野亮
- 監督助手：尾山宏伸、岡村久雄
- 装飾：関正幸、中島浄
- 持道具：畠山浩義
- 記録：松貫憲美
- スタイリスト：富山ひとみ
- ヘアーメイク：下田かおり
- スチール：斎藤純二
- 車輌：ARサービス
- 劇用車：カースタントTA・KA
- 擬斗：阿辺光男
- スタント：AAC
- 刺青・銃器：栩野幸知
- 製作協力：東通企画・ブロウアップ
- 製作：イメージファクトリー・アイエム

#### 続・こちら凡人組

##### キャスト
- 凡人組々長 凡野平太郎：泉谷しげる
- 凡野冴子：七瀬なつみ
- 凡人組若頭補佐 土方道彦：安岡力也
- 凡人組若頭 高杉剛史：大杉漣
- 鬼州組片梨組々長 片梨五郎：下元史朗
- 大盛組長：ウガンダ
- 四課 成田毒郎：渡辺哲

##### スタッフ
- 監督：鈴木敬晴
- 製作：市村将之
- プロデューサー：保田憲男、高橋伴明
- 原作：新田たつお（実業之日本社）
- 脚本：鈴木敬晴（族）
- 撮影：三浦忠
- 照明：安河内央之
- 録音：瀬谷満
- 美術：赤塚訓
- 編集：太田義則
- 音楽：小山英樹
- 助監督：永田智春
- 監督助手：竹田誠、仰木豊
- 記録：黒河内美佳
- 装飾：高桑道明、船木悦子、岡本国昭
- 小道具：田村康利、高桑征典、樋口紀久子
- 大道具：紀和美建
- 衣裳：大久保富美雄、大掛裕子
- ヘアーメイク：下田かおり、早坂美穂
- スチール：斎藤純二
- ネガ編集：三陽編集室
- 車輌：塚田稔、杉浦直喜、仁部大介、安田昇、橋本充吾
- 照明車輌：田中要次
- 擬斗：阿辺光男
- スタント：アクションチームAAC
- 刺青・ガンマスター：栩野幸知
- フライングコーディネーター：真武紀、MIU MIURA
- ARMS FAKER：JUZO水谷、DANGEROUS高橋
- 製作協力：東通企画・ブロウアップ
- 製作：イメージファクトリー・アイエム

### となりの凡人組
倉田保昭主演で、1993年製作『となりの凡人組』、1994年製作『となりの凡人組2』『となりの凡人組3』の3作が発売されている。

#### キャスト
- 凡人組々長 凡野平太郎：倉田保昭
- 凡野冴子：立原慶子
- 凡野仁子：中山忍
- 凡野義子：中野美穂
- 荒貝組長：小林勝彦
- 亀森ガメ子：あき竹城
- 荒貝強史：菊池健一郎
- 四課 成田毒郎：清水宏

#### スタッフ
- 監督：伊藤裕彰
- 企画：高野秀夫
- プロデューサー：青木勝彦、石田幸一
- 脚本：古内一成
- 撮影：佐光朗
- 製作・発売：ケイエスエス
- 販売：日本ソフトシステム